# 코닉세그 CC850
코닉세그 CC850(스웨덴어: Koenigsegg CC850)은 코닉세그 CC8S에 대한 오마주이자 코닉세그에서 한정 생산하는 미드 엔진 스포츠카이다.

## 사양
코닉세그 제스코를 기반으로 제작되었다.